# Ославиця (річка)
Ославиця — річка, ліва притока Ослави довжина 18,14 км.
Долина Ославиці відокремлює Бещади від Низьких Бескидів, є також межею Лісистих Бескидів. Джерело знаходиться приблизно у 680 м н. р.м., під перевалом Закопане (689 м н. р.м.). Річка тече на північ, через міста Ославиця і Команча, а потім у Репеді впадає до Ослави (прибл. 415 м н. р.м.).